# クレヨンしんちゃん ちょー嵐を呼ぶ 金矛の勇者
『クレヨンしんちゃん ちょー嵐を呼ぶ 金矛の勇者』（クレヨンしんちゃん ちょーあらしをよぶ きんぽこのゆうしゃ）は、2008年4月19日に公開された『クレヨンしんちゃん』の劇場映画シリーズ16作目。本作のみ監督がムトウユージから本郷みつるに再度バトンタッチ。本郷みつるの5作目の監督作品。脚本も本郷が兼ねる。上映時間は93分。興行収入は約12億円。

## 概要
双葉社の創立60周年記念作品。本郷みつるが劇場版を監督するのは1996年『ヘンダーランドの大冒険』以来で12年ぶりになる。本郷ならではのファンタジーな世界観が映画全体に出ている。また、挿入歌に合わせて登場人物が踊るといったミュージカル的な内容や、金、女性専用車両といった社会への皮肉的なものも多い。
設定デザインとして湯浅政明が再登板している。ゲスト声優はお笑い芸人の小島よしお、主題歌担当は歌手のDJ OZMA（予告編の台詞を使えば「裸の男」つながり）。

## あらすじ
暗黒世界ドン・クラーイの帝王アセ・ダク・ダークは、人間界を支配しようと企んでいた。しかし、闇を打ち払う「三つの宝」と「勇者」の伝説を知ったダークは、「三つの宝」の一つである「銅の鐸」を奪取。残る二つの宝「金の矛」と「銀の盾」を奪おうとするが、一足早くダークの企みを知ったある男によって「金の矛」と「銀の盾」は人間界へ送られる。
その頃、しんのすけはデパートでアクション仮面の新作のおもちゃ「アクションソード」を買ってもらう。ところが家に帰って箱を開けてみると、アクションソードはものさしに変わっていた。それから数日後、幼稚園からの帰りにシロにそっくりな黒い犬・クロを拾い、クロをペットとして飼うことにした。その夜、目を覚ましたしんのすけは突然家を訪ねてきたプリリンというセクシーな女性に出会い、彼女に頼まれて一緒に外出する。しかし、プリリンの正体は人間界に送り込まれたダークの部下だった。しんのすけはダークの策略にかかり、人間界とドン・クラーイを繋ぐ扉を開いてしまう。
翌日、しんのすけが開いてしまった扉から闇が人間界に流れ込み、その影響で野原家に様々な災難が降りかかっていく。そんな時、しんのすけの前にマタ・タミという少女が現れる。彼女はしんのすけが「金の矛」に選ばれた勇者だと告げ、しんのすけを守るためにやってきたのだという。マタと共にダークと戦う決意をしたしんのすけだったが、マタが現れたことを知ったプリリンは色仕掛けでしんのすけを言葉巧みに騙し、マタを封印してしまう。
それにより、野原家が知らないうちに人間界がおかしくなってしまい、さらにそれがダーク達によって作られた偽の世界であることに気づく。しんのすけ達はマタの封印を解き、彼女と共にダークに立ち向かう。

## 登場人物
マタ・タミ
15歳。金の矛の所持者となったしんのすけを守るために現れた人物。「ヘンジル」 という特殊能力で様々な物に変身する事が出来る。
一見少年のようで一人称も「ボク」だがれっきとした少女で、しんのすけがマタの胸をたたいたときにマタの胸に膨らみがあることから判明した。なぜ自分のことをボクというのかとしんのすけに聞かれ、「しんちゃんが自分をオラと言っているのと同じ」と答えている。
物語の後半で事件に必ず現れることと自分より圧倒的に巨乳という理由でプリリンに騙されたしんのすけにより一時的に封印され下敷きに変えられてしまうが、世界がおかしくなった後、ひまわりが彼女の声に気づき、しんのすけに封印を解くヒントを与え復活、和解した。事情を知った野原一家と共にダークとの戦いに挑む。
局地戦闘機「震電」を模した戦闘機「しん電」に変じてしんのすけがパイロットになった時は、高等飛行運動コブラを使ってマックを撃墜した。
アセ・ダク・ダーク
ドン・クラーイの魔王。人間界の支配を企んでおり、その計画の邪魔となる金の矛と銀の盾を探している。体の色が左右で違う（左が黒、右が白）。ドラゴンの姿に変身する事ができ、物語冒頭ではこの姿で登場し、金の矛と銀の盾を地球へ送ったマタの父マタ･タビを殺害した。
物語後半でドン・クラーイへ乗り込んだ野原一家と対決、ドラゴンの姿で応戦するも「ヘンジル」の力で巨大ロボに変身した野原一家に敗れ去る。だが、敗れた後も生存しており、野原一家が元の世界へ戻ってきた直後にしんのすけ以外の一家の動きを止め、マタを石に変えてしんのすけを孤立させた上で襲い掛かった。その後は金の矛と銀の盾を手にしたしんのすけと対決し、一度は金の矛で真っ二つに斬られたがそれによって白いダークと黒いダークの二人に分裂。二対一の対決でしんのすけを苦しめるも、最後はしんのすけに飛び掛ろうとしてお互い相討ちになり消滅した。
マタ・タビ
マタの父。物語冒頭で金の矛と銀の盾を現実世界に送るが、直後にダークの手に掛かり殺害される。クワガタの姿をしていた。
クロ
しんのすけの前に現れた謎の犬。シロそっくりだが毛並みは真っ黒で、シロをそのまま白黒反転させた外見。道端でダンボールに入れられ捨てられていたところをしんのすけに拾われ、シロと共に野原家で飼われることになる。大きさはシロよりも一回り小さく、新しい小屋の屋根や首輪の色が赤いことからデザイン的にはシロと全く対照的になっている。
その正体は、マタの父が地球に送った銀の盾が変身した姿だった。
マック ・ラ・クラノスケ
アセ・ダク・ダークの部下の一人で、シルクハットを被った紳士風の男性。卑劣なサディストだが、プリリンと比べ要領はよくない。イタチのチタイを飼っている。上から読んでも下から読んでも同じ文章になる回文を作るのが得意。
飛行機に変身して、しんのすけとマタを苦しめたが、最期はわずかな隙を突かれ撃ち落とされた。
チタイ
マックのペットであるイタチ。マックは「かわいい」と語っているがしんのすけは否定した。
プリリン・アンコック
アセ・ダク・ダークの部下の一人で、しんのすけも見惚れるほどの巨乳の女性。ピエロ風のメイクに踊り子風の衣装が特徴。
物語の前半でしんのすけを利用し、地球とドン・クラーイを繋ぐ「闇の扉」を開かせる。その後はしんのすけを騙してマタを封印したが、翌日しんのすけは真実に気付いてマタを復活させることとなる。物語の後半で野原一家と戦うが、車で一家を追いかけながら化粧をしたり、携帯電話をいじりながら運転していたためひろしに注意されて開き直り、前方不注意で壁にぶつかり消滅した。
アルマ・ジロー
アクション仮面のアニメで出てくる敵役。円型のシールドを装備しており、その盾はアクションビームを無効にするほど。新兵器「アクションソード」によって倒された。
キンキン
金の矛の名前。現実世界に送られてきた後はアクション仮面の新発売のオモチャ「アクションソード」に紛れ込みしんのすけに選ばれる。野原家に購入された後、物差しに変身していた。女の子の口調で喋ることができる。喋る時の一人称は「私」。
ギンギン
銀の盾の名前。男の子の口調で喋ることができる。喋る時の一人称は「僕」。現実世界に送られてきた後は黒い犬（クロ）に変身し、しんのすけの下へやってくる。
ドウドウ
銅の鐸の名前。キンキンやギンギン同様に喋ることができるが、オカマ口調である。

## 登場する道具
三つの宝
ドン・クラーイ世界を闇から救うといわれている宝。
「金の矛」と「銀の盾」と「銅の鐸」の三つがそれに当たる。

## キャスト
- 野原しんのすけ - 矢島晶子
- 野原みさえ - ならはしみき
- 野原ひろし - 藤原啓治
- 野原ひまわり - こおろぎさとみ
- シロ、風間くん - 真柴摩利
- マタ・タミ - 堀江由衣
- ネネちゃん - 林玉緒
- マサオくん - 一龍斎貞友
- ボーちゃん - 佐藤智恵
- 園長先生 - 納谷六朗
- よしなが先生 - 高田由美
- まつざか先生 - 富沢美智恵
- マック・ラ・クラノスケ - 宮本充
- チタイ - 佐久間レイ
- プリリン・アンコック - 本田貴子
- アクション仮面 - 玄田哲章
- 桜ミミ子 - 小桜エツ子
- 国会議員 - 飯塚昭三
- 団羅座也 - 茶風林
- 部長 - 郷里大輔
- マタ・タビ - 大西健晴
- アルマ・ジロー - 川村拓央
- タコ怪人 - 福崎正之
- 新入社員 - 東龍一
- デパートの店員 - 野宮いづみ
- 園児 - 咲乃藍里
- 歌のお兄さん - 小島よしお
- アナウンサー - 下平さやか（テレビ朝日アナウンサー）
- ギンギン（クロ） - 間宮くるみ
- キンキン - 金田朋子
- アセ・ダク・ダーク - 銀河万丈
- ドウドウ / ナレーション - 屋良有作

## スタッフ
- 原作 - 臼井儀人（らくだ社）
- 作画監督 - 原勝徳、針金屋英郎
- キャラクターデザイン - 林静香、高倉佳彦、原勝徳、末吉裕一郎
- 美術監督 - 石田晶子、村上良子
- 設定デザイン - 湯浅政明
- 撮影監督 - 梅田俊之
- 色彩設計 - 野中幸子
- 編集 - 小島俊彦
- ねんどアニメ - 石田卓也
- 音響監督 - 大熊昭
- 音楽 - 若草恵、荒川敏行、丸尾稔
- チーフプロデューサー - 茂木仁史、杉山登、松下洋子、中島一基
- 監督 / 脚本 / 演出 - 本郷みつる
- 絵コンテ - 多田俊介、須間雅人、橋本昌和、本郷みつる
- イヌ・ネコ・サルくんキャラクター原案 - いしだなおみ
- 動画チェック - 小原健二
- 色指定 - 蝦名佳代子
- 演出助手 - 床次里美
- 動画 - じゃんぐるじむ、京都アニメーション、OHプロダクション、スタジオ九魔
- 仕上 - 京都アニメーション、ライトフット、トレーススタジオエム、オフィスフウ、Wish
- 特殊効果 - 干場豊（アニメフィルム）
- 背景 - スタジオユニ、アトリエ・ローク07
- コンポジット撮影 - アニメフィルム
- 撮影協力 - ライトフット
- CGI - つつみのりゆき
- 空中戦CG制作 - 株式会社シムイメージ
- オープニングねんどクルー - 平山志保、松本智子、、石田らどん（オペレーター）、斜田押世（カメラ）、宮島忠（照明）
- エンディングアニメーション - 林静香
- 協力 - ディオメディア、めがてんスタジオ
- 音響制作 - AUDIO PLANNING U
- 効果 - フィズサウンドクリエイション、松田昭彦、原田敦、庄司雅弘、鷲尾健太郎
- 録音スタジオ - APU MEGURO STUDIO
- ミキサー - 大城久典
- アシスタント・ミキサー - 村越直、内山敬章、山本寿、田口信孝
- 音響制作デスク - 浦上慶子
- 音楽協力 - イマジン、齋藤裕二、マサル
- 音楽エンジニア - 中村充時
- ドルビーフィルム・コンサルタント - 河東努、森幹生、コンチネンタルファーイースト（株）
- デジタル光学録音 - 西尾曻
- 編集 - 岡安プロモーション、三宅圭貴 / 中葉由美子、村井秀明、藤本理子
- 撮影データ管理 - 柏原健二
- 現像 - 東京現像所
- HD編集 - 金沢明宏、山本洋平、金沢佳明、野本健一
- フィルムレコーディング - 増田悦史
- タイミング - 井出義雄
- ラボ・コーディネート - 井上純一
- ラボ・マネージメント - 土志田麻美
- ラボ・プロデューサー - 加藤善人
- 制作委員会 - テレビ朝日／松久智治・小野仁、ADK／小川邦恵・堤直之、双葉社／中野正史
- プロデューサー - 和田泰・吉田有希、西口なおみ（テレビ朝日）、鶴崎りか（ADK）、増尾徹（双葉社）
- アシスタントプロデューサー - 大澤正享
- 制作デスク - 長南佳志、馬渕吉喜
- 制作進行 - 鈴木洋介、山崎智史、鈴木健一、中村和喜
- 制作 - シンエイ動画、テレビ朝日、ADK、双葉社

## 主題歌
- オープニングテーマ - 『ユルユルでDE-O!』
  - 作詞 - ムトウユージ / 作曲 - 中村康就 / 編曲 - 岩崎貴文 / 歌 - 野原しんのすけ（矢島晶子）
- 挿入歌 - 『金、金、お金』
  - 作詞 - 本郷みつる / 作曲 - 荒川敏行 / 歌 - マック・ラ・クラノスケ（宮本充）
- 挿入歌 - 『ビバビバズンズン体操』
  - 作詞 - 本郷みつる / 作曲 - 荒川敏行 / 歌 - 歌のお兄さん（小島よしお）
- 挿入歌 - 『小さな鳥の見る夢は』
  - 作詞 - 本郷みつる / 作曲 - 若草恵 / 歌 - マタ・タミ（堀江由衣）
- エンディングテーマ - 『人気者で行こう!』
  - 作詞・編曲 - DJ OZMA / 作曲 - 星蘭丸 / 歌 - DJ OZMA

## DVD・Blu-ray
- DVD - 2008年11月21日にバンダイビジュアルより発売。なお2年後の2010年には価格を下げたいわゆる康価版は発売されている。
- Blu-ray - 2023年10月27日にバンダイビジュアルより発売。

## テレビ放送
- 2009年4月10日にテレビ朝日系列で、テレビ版に編集したものを19:00〜20:54で放送。